# Monedaje
El monedaje o maravedi es un antiguo impuesto cobrados en varios reinos peninsulares como era el caso del Reino de Aragón y del Reino de Navarra. En Castilla se la conocía como la moneda forera. La finalidad de tal tributo era evitar que el rey fabricara más moneda quebrando el valor circulante de las monedas en curso. 
Yanguas y Miranda, en su Diccionario de Antigüedades, para el caso navarro dice que «era el derecho inherente a la corona en la fabricácion de la moneda, aunque limitado de manera que solo podía el rey, según el fuero, batir una moneda durante su reinado; pero la necesidad solía obligar a los monarcas a traspasar la ley, y a los pueblos a transigir con esta necesidad. Se ve también frecuentemente, en varios juramentos reales, prometer que mantendrían la moneda por doce años sin bajarla. Los perjuicios que esperimentaba el comercio en estas alteraciones eran de tal consideración que fue preciso, para evitarlas, conceder subsidios voluntarios a los reyes en cambio de que se sujetasen a la ley, y de que no batiesen mala moneda.»

## Historia
Durante la Edad Media «la moneda pertenece al príncipe y es tenida como un bien patrimonial más de la corona.» Esta regalía se amparaba por la doctrina de los juristas de la época hasta que fue cuestionada por Nicolás Oresme, Rector del Colegio de Navarra en París y obispo de Lisieux que afirmaba que «la moneda pertenece, en razón de sus fines, a la comunidad.»
Para el historiador Juan Carrasco Pérez la primera mención «del monedaje corresponde a la Cataluña condal, contenida en un documento de Ramón Berenguer III y fechado en 1118.» En este contexto, afirma, «cabría imaginar que similares políticas serían seguidas, con todas las variables que se quiera, en el reino de Aragón y, por supuesto, en el reino de Pamplona bajo su unión dinástica (1076-1134), cuyos soberanos propiciaron la expansión de la vida urbana, el incremento de la actividad mercantil y, por ende, de la economía monetaria.»
El monedaje fue introducido por Pedro II hacia el año 1205 con disgusto del reino tanto por ser un nuevo tributo como por el gravamen que ocasionaba pues se satisfacía a razón de doce dineros por libra, si bien se rebajó posteriormente. En tiempo de Juan I se fijó en una cantidad que no excedía de un maravedí, estimado en siete sueldos, que pagaban de siete en siete años los que poseían bienes raíces o muebles de valor de más de 70 sueldos.
Tampoco se sacaba mucho de esta renta tanto porque los lugares de las órdenes militares solo pagaban la mitad y nada los de señorío, cuanto por las exenciones que disfrutaban algunas ciudades y villas y el haber redimido a otras de esta contribución y haber enajenado los Reyes el derecho de percibirlo en favor de algunas iglesias y señores.